# Luis Fernández de Córdoba
Luis Fernández de Córdoba, il cui nome completo era Luis Antonio Fernández de Córdoba Portocarrero Guzmán y Aguilar (Montilla, 22 gennaio 1696 – Toledo, 26 marzo 1771), è stato un cardinale e arcivescovo cattolico spagnolo.

## Biografia
Nacque a Montilla il 22 gennaio 1696 secondo dei sette figli di Don Antonio Fernández de Córdoba Figueroa e di Donna Catalina Portocarrero de Guzmán y de la Cerda.
Papa Benedetto XIV lo elevò al rango di cardinale nel concistoro del 18 dicembre 1754.
Morì il 26 marzo 1771 all'età di 75 anni.

## Genealogia episcopale
La genealogia episcopale è:
- Cardinale Scipione Rebiba
- Cardinale Giulio Antonio Santori
- Cardinale Girolamo Bernerio, O.P.
- Arcivescovo Galeazzo Sanvitale
- Cardinale Ludovico Ludovisi
- Cardinale Luigi Caetani
- Cardinale Ulderico Carpegna
- Cardinale Paluzzo Paluzzi Altieri degli Albertoni
- Papa Benedetto XIII
- Papa Benedetto XIV
- Cardinale Enrico Enriquez
- Arcivescovo Manuel Quintano Bonifaz
- Cardinale Luis Fernández de Córdoba